# Сан-Крістово-де-Сеа
Сан-Крістово-де-Сеа (гал. San Cristovo de Cea, ісп. San Cristóbal de Cea) — муніципалітет в Іспанії, у складі автономної спільноти Галісія, у провінції Оренсе. Населення — 2739 осіб (2009).
Муніципалітет розташований на відстані близько 420 км на північний захід від Мадрида, 18 км на північний захід від Оренсе.
Муніципалітет складається з таких паррокій: Кастрело, Сеа, Ковас, Ламас, Лонгос, Мандрас, Осейра, Переда, Сан-Фагундо, Соуто, Валес, Віласеко, Вінья.

## Демографія
Динаміка населення (INE ):

## Галерея зображень

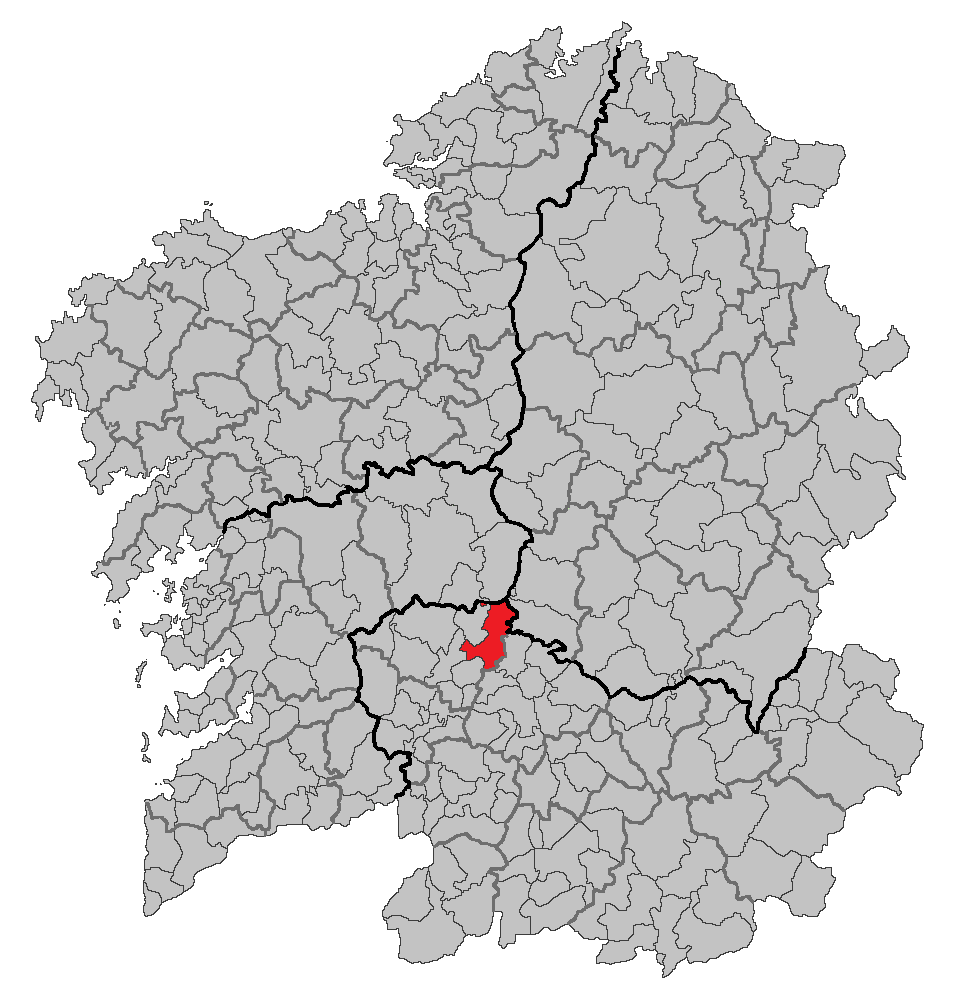
Розташування муніципалітету